# 临元镇
临元镇是清朝时期云南省的一个绿营军镇，设正二品总兵一人，统辖镇标及所属各协营，总兵驻临安府，归云贵总督和云南提督的双重节制。

## 历史
临元镇建于顺治十七年（1660年），初称临元澄江镇，同年更名临元广西镇，设左、中、右三营，额兵2,400名，含马兵240、步兵900、守兵1,200。驻府、县城1,560名，其余分防各地。顺治十八年（1661年）裁撤，康熙九年（1670年）复设临元澄江镇。光绪十一年（1885年）蒙自开关通商，临元澄江镇增设镇标前营驻扎蒙自县城。到光绪十四年（1888年），临元镇实有兵力863名，含马兵37名、步兵191名、守兵635名。